# Minamiaso
Minamiaso (jap. 南阿蘇村 Minamiaso-mura) – wieś w Japonii, na wyspie Kiusiu, w prefekturze Kumamoto. Według danych na rok 2020 miejscowość zamieszkiwało 9 836 mieszkańców , a gęstość zaludnienia wyniosła 71,6 os./km².